# 미네르바 사건
미네르바 사건은 2008년 하반기 미네르바라는 필명으로 인터넷 포털사이트 다음 아고라에서 2008년 하반기 리먼 브라더스의 부실과 환율폭등 및 금융위기의 심각성 그리고 당시 대한민국 경제추이를 예견하는 글로 주목을 받던 인터넷 논객 박대성 (1978년)씨가 허위사실유포혐의로 체포 및 구속되었다가 무죄로 석방된 사건이다. 이후 박대성 (1978년)씨는 허위사실유포죄에 해당 하는 전기통신기본법 47조 1항에 대한 헌법소원심판을 청구하였고, 위헌판결을 받았다.

## 사건 배경
2008년 7월, 미네르바라는 필명으로 아고라 경제토론방 글을 게시하기 시작하였다. 7월 14일에 하반기 물가가 오르니 생필품 6개월치를 미리 사두라며 미국의 서브프라임 모기지 사태가 대한민국에도 영향을 줄 것이라는 내용의 글을 시작으로 리먼브라더스의 위기를 예측하는 글을 8월 25일에 올리자 보름 후 리먼브라더스의 파산신청 소식이 들려왔고, 환율의 변동과 주가지수 등 100여편에 달하는 세계경제와 관련된 또는 한국경제에 대한 예측관련글의 내용이 실제 경제상황과 맞아떨어지자 누리꾼들의 관심이 높아졌다. 추적60분 등 방송매체에서도 많은 관심을 보이는 보도를 연이어 하였고 사회적이슈가 되었다. 이후 박대성의 12월 29일자 정부가 주요 7대 금융기관과 수출입 관련 주요 기업에 달러 매수를 금지할 것이라는 긴급공문을 전송했다는 글을 게시하자 기획재정부는 그 내용이 사실무근임을 밝히는 보도자료를 배포하였고, 검찰은 허위사실유포 혐의로 신원확인하는 수사에 착수하였다.

## 사건 개요
- 2009년 1월 7일, 서울중앙지검 마약조직범죄수사부는 “허위사실 유포전담반”을 신설하고, 미네르바(박대성)를 전기통신기본법 제47조 1항 위반으로 긴급 체포하였다.[1]
- 2009년 1월9일, 검찰은 인터넷을 통한 허위사실 유포 혐의(전기통신기본법 위반)로 미네르바(박대성)에 대해 구속영장을 청구하였다.
- 2009년 1월 10일, 김용상 서울중앙지법 영장전담부장판사는 ‘공익을 해칠 목적으로 인터넷에 허위사실을 유포한 혐의(전기통신기본법 제 47조 제1항 위반)’로 범죄 사실에 대한 해명이 있고, 외환 시장 및 국가신인도에 영향을 미친 사안으로서 사건의 성격 및 중대성에 비춰 구속 수사의 필요성이 인정된다고 미네르바(박대성)의 구속영장을 발부하였다.[2]
- 2009년 1월 15일, 변호인단은 미네르바(박대성)가 구속된 후 기획재정부가 12월 26일 9개 금융기관의 외환 딜러들을 소집해 달러 매입 자제를 구두로 요청했다는 사실이 새로 밝혀졌다며 구속적부심사를 청구했지만 받아들여지지 않았다. 재판부는 "피의자가 공익을 해할 목적으로 지난해 7월30일 외환보유고에 문제가 생겨 외환예산환전업무가 전면 중단됐다거나 12월29일 정부가 긴급업무명령 1호로 달러 매수를 금지할 것을 긴급 공문으로 전송했다고 하는 등 죄를 의심할 만한 상당한 이유가 있다"며 "범죄의 중대성, 피의자가 객관적인 통신사실 이외의 다른 범죄구성요건사실을 부인하고 있는 점 등을 고려할 때 증거인멸 및 도주의 염려가 있어 구속영장 발부는 적법하다"고 밝히며 기각 결정을 내렸다.[3]
- 2009년 1월22일, 검찰이 미네르바(박대성)를 전기통신기본법 위반 혐의로 구속 기소했다.
- 2009년 1월24일, 법원은 미네르바(박대성)에 대한 재판을 서울중앙지법 형사5부에 배당했다.
- 2009년 1월28일, 미네르바(박대성)는 자신에게 적용된 전기통신기본법 조항(제 47조 제 1항)이 헌법에 위배된다며 위헌법률심판 제청을 신청한다.[4]
- 2009년 3월12일, 법원은 "도주할 우려가 있다"며 미네르바(박대성)에 대한 보석 신청을 기각했다.[5]
- 2009년 4월 13일, 검찰 (서울중앙지검 마약조직범죄수사부)은 "실제로 국가와 국민에게 끼친 해악이 있다"며 징역 1년 6개월을 구형했다.
- 2009년 4월 20일, 서울중앙지법 형사5단독 유영현 판사는 무죄를 선고하고, 위헌법률심판 제청 신청은 기각함으로써 미네르바(박대성)는 석방된다.[6]
- 2009년 5월 14일, 미네르바(박대성)는 해당 법률조항의 위헌확인을 구하는 헌법소원심판을 청구하였다.
- 2010년 10월 28일, 헌법재판소는 전기통신기본법 제 47조 제 1항의 위헌판결을 선고한다.[7]
- 2011년 1월 4일, 무죄 선고에 대한 검찰의 항소취하로 무죄가 확정된다.[8]

## 재판의 내용

### 형사재판 1심

#### 미네르바 형사사건의 개요
서울중앙지검 마약조직범죄수사부는 “허위사실 유포전담반”을 신설하고, 미네르바(박대성)를 전기통신기본법 제47조 1항 위반으로 긴급 체포하고 구속영장을 청구하였다. 서울중앙지법은 ‘공익을 해칠 목적으로 인터넷에 허위사실을 유포한 혐의(전기통신기본법 제 47조 제1항 위반)’로 범죄 사실에 대한 해명이 있고, 외환 시장 및 국가신인도에 영향을 미친 사안으로서 사건의 성격 및 중대성에 비춰 구속 수사의 필요성이 인정된다고 구속영장을 발부하였다. 변호인단은 미네르바(박대성)가 구속된 후 기획재정부가 12월 26일 9개 금융기관의 외환 딜러들을 소집해 달러 매입 자제를 구두로 요청했다는 사실이 새로 밝혀졌다며 구속적부심을 청구했다.

#### 구속적부심의 판결
재판부는 피의자에 대한 심문 결과와 수사관계 서류에 의하면 피의자가 공익을 해할 목적으로 전기통신설비에 의하여 공연히 허위의 통신을 하는 등 죄를 범하였다고 의심할 만한 상당한 이유가 있고 범죄의 중대성, 피의자가 다른 범죄 구성요건 사실을 부인하고 있는 점 등을 고려할 때 증거인멸 내지 도망의 염려가 있어 구속영장의 발부는 적법하다고 판단하였다. 또한, 청구인이 구속영장의 발부 이후 사정변경으로 주장하는 사유들은 구속영장 발부 당시 이미 밝혀졌던 내용이거나 구속의 적부에 별다른 영향을 미치지 않는 내용에 불과해 사정변경이 있다고 할 수 없다고 보았다.

#### 공소의 제기
검찰이 미네르바(박대성)를 전기통신기본법 위반 혐의로 구속 기소하면서 법원은 미네르바(박대성)에 대한 재판을 서울중앙지법 형사5부에 배당했다. 검찰 측의 공소사실의 요지는 미네르바(박대성)이 정부의 대외지급능력에 대한 신뢰도, 대외신인도를 저하시킬 목적으로 외환보유고가 고갈되어 외화예산 환전 업무가 중단된 것처럼 허위 내용의 글을 작성하였고, 정부에서 국내 금융기관 또는 수출입 관련 기업에게 달러 매수를 금지시키는 긴급 업무명령을 발령한 사실이 없고 그 사실을 잘 알면서도 2008년 12월 29일 마치 위와 같은 명령이 발령된 것처럼 허위사실을 유포하였다는 것이다.

#### 재판부의 판결
재판부는 당시 피고인이 게시글의 내용이 전적으로 ‘허위의 사실’이라고 인식하면서 그러한 글을 게재하였다고 보기 어렵고, 또한 ‘허위의 사실’을 게시한다는 점에 대한 고의가 없는 이상, 당시 피고인에게 ‘공익을 해할 목적’이 있었던 것으로는 보기 어렵다고 보았다. 설사 피고인에게 허위의 사실에 대한 인식이 있었다고 보더라도, 과연 피고인에게 공익을 해할 목적이 있었는지 여부에 관하여, 피고인이 게재한 글은 그 내용의 긴박성이나 신뢰성이 높지 않고, 글 게시 직후의 달러 매수량 증가가 글 게시로 인한 것이라고 볼 수 없는 점, 피고인의 경력 등을 종합하여 고려하여 공익을 해할 목적이 있었다고 인정되지 않는다고 보아 무죄를 선고했다.

### 위헌법률심판

#### 위헌법률심판의 제청 신청
미네르바(박대성) 측의 신청 이유는 전기통신기본법 제47조 제1항은 ‘공익’의 개념이 지극히 추상적이므로 형사처벌 조항으로서의 명확성이 없어 헌법의 죄형법정주의 원칙에 위배되고, 행위가 초래하는 결과에 관계없이 송신자 및 수신자 모두를 처벌하는 것으로 규정하고 있어 헌법의 평등의 원칙이나 비례의 원칙에 반하며, 보호법익을 침해하느냐 여부의 결과에 상관없이 처벌받지 않아야 할 표현행위까지 허위사실이라는 이유만으로 처벌하게 되므로 헌법의 과잉금지의 원칙에 반하여 헌법의 표현의 자유를 침해하는 위헌인 법률조항이라며 위헌법률심판을 법원에 제청을 신청하였다.

#### 법원의 판단
법원은 이 사건 처벌조항에서 규정한 금지 행위는 ‘공익을 해하는 행위’가 아니라 ‘허위의 통신을 하는 행위’이며, ‘허위의 통신’이란 ‘전기통신설비를 이용하여 허위사실을 유포하는 것’을 의미한다고 할 것이므로, 명확한 개념이므로 이 사건 처벌조항이 형사처벌 조항으로서의 명확성이 없어 헌법의 죄형법정주의 원칙에 위배된다고 할 수 없다고 판단하였다. 이어서 전기통신 설비를 통하여 공익을 해할 목적으로 공연히 허위의 통신을 하는 행위를 제한하는 것은, 공연한 허위사실의 유포로 인하여 공익이 침해되는 것을 보호하기 위함이고, 형사 처벌하는 것은 유효적절한 수단이 되며, 인터넷을 포함한 전기통신설비에서의 각종 정보에의 접근의 용이성 및 정보의 파급효과를 고려하여 보면, 이 사건 처벌조항이 헌법 의 평등의 원칙이나 비례의 원칙에 반하거나 과잉금지원칙에 반하여 표현의 자유를 침해한다고 볼 수 없다고 하였다.

### 헌법소원 심판

#### 심판의 쟁점
미네르바(박대성)의 위헌법률심판 제청 신청이 법원에 의하여 기각된바 이에 불복하여 미네르바(박대성)가 헌법소원을 제소하여 미네르바 사건의 처벌근거 조항인 전기통신기본법 제47조 제1항이 헌법소원의 위헌심사 대상이 되었다. 이 조항은 형법이기 때문에 명확한 개념을 사용하여 법관의 자의적인 판단을 최대한 배제하여야 하는 바, 해당 법률 조항의 ‘공익’의 개념이 하나의 뜻으로 일관되어 명백히 적용될 수 있는가가 문제된 것이다. 또한 해당 조항이 표현의 자유를 과도하게 제한하여 과잉금지원칙을 위반한 것이 아닌지 그 여부가 문제되었다.

#### 헌법재판소의 판시

##### 다수의견(위헌)
헌법재판소는 문제된 조항의 ‘공익을 해할 목적’이 의미가 불명확하고 추상적이라고 하였다. “공익”은 형벌조항의 구성요건으로서 구체적인 표지를 정하고 있는 것이 아니라, 헌법상 기본권 제한에 필요한 최소한의 요건이나 언론ㆍ출판의 자유의 한계를 그대로 법률에 옮겨 놓은 것에 불과할 정도로 그 의미가 불명확하고 추상적이다. 따라서 어떠한 표현행위가 “공익”을 해하는 것인지, 아닌지에 관한 판단은 사람마다의 가치관, 윤리관에 따라 크게 달라질 수밖에 없으며, 이는 판단주체가 법전문가라 하여도 마찬가지라고 보았다. 이와 같이 ‘공익’이라는 의미의 내용을 객관적으로 확정하기 어렵기 때문에 당해 사건 법률조항은 국민에 대하여 일반적으로 허용되는 ‘허위의 통신’ 가운데 어떤 목적의 통신이 금지되는 것인지 고지하여 주지 못한다. 그 결과, 헌법재판소는 전기통신기본법 제 47조 제 1항이 표현의 자유에서 요구하는 명확성의 원칙에 위배하여 헌법에 위반된다고 판시하였다.

##### 다수의견에 대한 보충의견(위헌)
법정의견과 같은 맥락으로 보충의견은 허위의 표현에 대하여 명확성의 원칙에 반한다고 판시하였다. 허위의 표현의 추상성은 무엇이 금지된 행위인지를 국민이 알 수 없게 하여 법을 지키기 어렵게 할 뿐만 아니라, 범죄의 성립 여부를 법관의 자의적인 해석에 맡기는 결과를 초래하고 있으므로, 죄형법정주의의 명확성의 원칙을 위반한다 할 것이다. 또다른 보충의견은 과잉금지원칙을 위반하였다고 판시하였다. 이 보충의견은 허위사실의 표현도 표현의 자유의 보호 범주에 속하는 것으로 보았다. 해당 자유를 제한하려면 헌법 제37조 제2항에 따른 요건에 따라서만 가능한데, 문제된 법률조항은 실질적인 위험이 없는 허위 표현마저 규율함으로써 표현의 자유를 과도하게 제한하여 위헌이라고 하였다.

###### 반대의견(합헌)
합헌을 주장하는 반대의견은 ‘공익’의 개념은 국가사회의 이익을 뜻하고, ‘허위의 통신’은 객관적으로 진위가 밝혀질 수 있는 사실에 관한 것으로 내용이 거짓인 것이라고 하여 그 의미가 불명확하다고 할 수 없다는 의견을 표명했다. 또한 인터넷 등을 통한 허위사실의 유포는 강한 파급력을 가지는 점 등을 고려하면 통상적인 표현행위보다 엄격한 규제를 할 필요성이 인정되므로, 전기통신기본법 제47조 제1항은 표현의 자유를 침해하지 않는다고 하였다.

## 판례에 대한 학계의 평석

### 명확성의 원칙 위배 여부
해당 판례에 대하여 학계도 다양한 반응을 나타냈다. 우선 명확성의 원칙의 위배여부에 관해, 구체적 표지가 결여되어 있어 매우 추상적이므로 판단주체에 따라 달라 판단될 가능성이 농후하므로 판례의 태도와 동일하게 명확성의 원칙에 위반된다는 견해가 있다.

### 허위표현이 표현의 자유에 속하는지 여부 판단
과잉금지의 원칙을 판단할 때, 허위표현이 표현의 자유에 포함되는지 그 여부에 대한 논의도 이루어졌다. 왜냐하면 허위표현이 표현의 자유에 포섭범위에 들지 않는다면 기본권 침해시에 지켜야할 과잉금지원칙 위반여부를 검토할 필요가 없기 때문이다. 헌법재판소는 표현의 자유의 보호범위에는 단지 사실의 표현뿐만 아니라 허위의 표현도 포함된다고 보았다. 그런데 단순한 착오에 기한 허위표현과 명백하고 악의적인 허위표현을 구별하여 단순한 착오에 기한 허위표현은 보호되고, 명백하고 악의적인 허위표현은 표현의 자유에 속한다고 볼 수 없다는 견해도 대립하고 있다.

### 법적 논리의 오류
또한 명확성의 원칙을 위배한 점은 인정하면서 과잉금지의 원칙을 검토하는 것은 논리적 일관성을 벗어났다는 비판도 제시된다. 일반적으로 과잉금지를 검토하는 경우는 법규범이 명확성에 원칙에 반하지 않고 난 다음에 그 법규범이 기본권을 심각하게 제한하는 가 하는 이익형량의 방식으로 이루어진다. 법규범의 문언이 명확하지 않아 위헌이라고 판명되면 더 이상 과잉금지의 여부를 검토할 필요성이 없어진다. 따라서 명확성의 원칙 위배를 인정하면서 과잉금지를 검토하는 것은 불필요하다는 비판이 있다.

## 사건 이후

### 전기통신기본법 47조 1항의 위헌결정에 대한 각계의 반응
| 정치계 |
| 한나라당은 현실적으로 인터넷 등을 통한 허위 사실 유포로 심각한 폐해가 발생하고 있다며 조속히 대체입법을 마련하겠다는 입장을 취했다. 한나라당 대변인은 “위헌결정의 요지는 공익의 의미가 불명확하고 추상적이라는 것이라며 현설에서는 허위통신으로 심각한 폐해가 발생하고 있어 위헌으로 판명된 부분을 구체화하는 대체입법을 속히 마련해야 한다”라고 하였다. 이에 반해 야당인 민주당은 “표현의 자유라는 기본권을 인정한 헌재의 합리적 결정을 환영한다”라고 하여 표현의 자유를 보호하는 것에 중점을 두었다. |
| 법무부·검찰 |
| 정부는 61년 제정된 전기통신기본법으로 여태까지 많은 사건에 적용해왔으나 위헌결정으로 인해 법무부와 검찰은 “법적 공백이 우려된다”라고 하여 위헌결정에 대한 부정적 입장을 표명하였다. 대검찰청 대변인은 “국가적 위험성이 큰 허위사실 유포에 대한 수사를 위해 입법적 보완이 있어야 한다”고 말했다. |
| 방송통신위원회 |
| 위와 비슷하게 방송통신위원회도 정부와 같은 취지에서 포탈 자율 규제를 위해 적극적인 가이드라인을 제정하려 하였다. 명백한 허위사실 유포에 대하여 포탈 등 민간기업이 자율적으로 자정노력을 하고 있지만 이에 보다 더 적극적으로 정부가 개입할 수 있는 계획을 세웠으나 전기통신기본법의 위헌으로 인해 개입 여지가 축소될 것으로 전망된다. |

### 대체 입법에 대한 학계의 동향
헌재의 위헌결정에도 불구하고 명확성의 원칙에 반하지 않는 대체입법을 금지할 수는 없으므로 명확성의 원칙에 반하지 않는다면 표현의 자유를 제한해도 되는가에 대해 의견이 대립한다. 고려대학교 하태훈 교수는 표현의 자유를 과도하게 제한하면 기본권 침해가 다시 문제될 것이라고 하였다. 이에 반해 인터넷 등의 영향력을 비추어 허위표현을 규제해야할 필요가 있다는 입장에서는 대체 입법의 필요성을 긍정한다. 장진영 대한변협 대변인은 “전쟁·테러에 관한 허위 사실 유포 등 굉장히 범위를 한정해 악용될 가능성을 없애야 국민적인 공감대를 얻을 수 있을 것” 이라고 지적했다.

### 대체 입법의 진행상황
법무부는 위헌 당시 대체 입법의 방침을 밝혔으나 정부 입법의 절차상 문제 때문에 의원 입법을 기다리고 있다. 한나라당 이두아 의원이 발의한 정보통신망 이용촉진 정보보호 등에 관한 법률 개정안은 ‘국방·외교·식품·환경·재난·전쟁·테러 등 국가적으로 중대한 분야에 대한 명백하고 현존하는 위험 상황과 관련된 허위 내용의 정보의 유통’으로 처벌 대상을 구체화했다. 이 법안은 2011년 2월에 제출됐지만 2011년 10월 13일 현재까지 개정되지 않고 있다.

### 외국의 사례
우리나라의 헌재입장은 허위사실의 유포에 대하여 명확성 원칙을 위반으로 위헌결정을 하였는데 이와 비슷한 외국의 사례로는 1978년에 미주인권위원회의 지적에 따라 파나마가 허위사실유포죄를 폐지하였다. 2000년 5월에는 짐바브웨 대법원도 허위사실유포죄는 그 죄를 통해 방지하려는 해악과 그 죄를 통해 침해당하는 표현의 자유 사이에 형평이 맞지 않는다며 위헌판정을 하였다. 비슷한 시기 카리브 해 동부 소국인 앤티가 바부다의 최고법원도 허위사실유포죄에 위헌 결정을 내렸다. 캐나다 역시 1992년 연방대법원이 허위보도를 형사처벌하는 자유민주주의국가는 어디에도 없다고 지적하며 허위사실유포죄에 대해 위헌판정을 하였다.

### 유엔 인권이사회
의사표현의 자유에 관한 유엔 특별보고관 라뤼는 한국의 인터넷상 의사·표현의 자유가 심각하게 훼손됐다며 우려를 표하며 “인터넷의 ‘불법정보’ 유형에 대한 모호한 법률 조항을 개선해야 한다”고 지적하였다. 그리고 명예훼손죄 조항에 대해서는 “국제적 동향에 맞춰 형사상 명예훼손죄를 삭제하고, 공무원과 공공기관들이 명예훼손 소송을 제기해서는 안된다”며 유력인사들에 대한 비판을 수용하는 문화를 조성해야 한다고 밝혔다. 그리고 한국사회에서 표현의 자유를 제약한 사건으로 ‘미네르바’사건을 꼽았다.

### 최근 사건 관련 행보
검찰은 2010년 6월 이 사건의 피고인인 박대성이 가짜 미네르바라는 내용의 글을 인터넷 포털 다음 아고라 게시판에 올린 혐의(명예훼손)로 누리꾼들을 불구속 기소했고, 2011년 5월에는 '미네르바' 박대성을 비방하는 글을 인터넷에 올린 황모씨 등 2명을 정보통신망 이용촉진 및 정보보호 등에 관한 법률상 명예훼손 등의 혐의로 추가기소하였다.

## 같이 보기
- 박대성
- 전기통신기본법
- 표현의 자유
- 명확성의 원칙
- 죄형법정주의